# Тертя ковзання

Сила тертя ковзання Fr протидіє ковзанню тіла вниз по похилій площині

Тертя ковзання

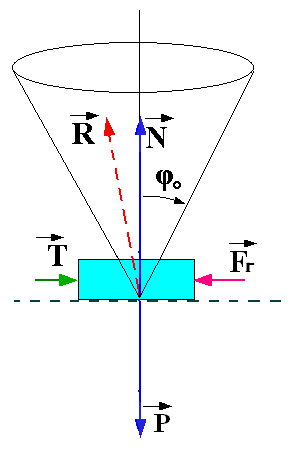
Кут тертя та конус тертя

Тертя́ ко́взання — зовнішнє тертя руху, під час якого швидкості тіл в точках дотику відрізняються за величиною і (чи) напрямком і діє на тіло у напрямку, протилежному до напрямку проковзування.
Негативними наслідками тертя ковзання в механізмах є не тільки зменшення ККД, а й знос механізмів.

## Загальні положення
Основною причиною тертя ковзання є те, що поверхні тіл, котрі дотикаються є шорсткими; внаслідок цього під час переміщення одного тіла по поверхні іншого потрібна сила для подолання опору мікроскопічних нерівностей цих поверхонь. Крім шорсткості поверхонь на явища тертя певний вплив роблять і сили міжмолекулярної взаємодії між двома тілами.
Сила тертя виникає в тій чи іншій мірі між усякими реальними поверхнями, якими б гладкими вони не були. Якщо два тіла взаємодіють одне з одним в умовах тертя, то реакцію R, що діє з боку одного тіла на інше тіло, котре ковзає по ньому можна розкласти на дві складові: N, спрямовану по спільній нормалі до поверхні тіл що дотикаються, і Fr, що лежить в дотичній площині. Сила Fr називається силою тертя ковзання — вона перешкоджає ковзанню тіла по поверхні іншого тіла.
Якщо до тіла прикласти дві активні сили — силу тяжіння P й силу тяги або штовхаючу силу F, то відносне переміщення тіла починається тільки при деякому значенні сили F > Frmax. При цьому, сила тертя, яка з'являється при відносному спокої тіла, називається силою тертя спокою, сила тертя, що діє при ковзанні тіла, відноситься до тертя руху.
Максимальна сила тертя спокою Frmax є пропорційною до нормального тиску N тіла на площину (закон Амонтона — Кулона):
{\displaystyle F_{r}max=\mu _{max}\cdot N,}
де {\displaystyle \mu _{max}} — безрозмірна величина, яка називається коефіцієнтом тертя спокою або статичним коефіцієнтом тертя.
Сила тертя під час руху менша від сили тертя спокою і коефіцієнт тертя руху (динамічний коефіцієнт тертя) менший ніж статичний коефіцієнт тертя:
{\displaystyle \mu <\mu _{max}.}

## Кут тертя
Часто під час інженерних розрахунків не роблять різниці між статичним і динамічним коефіцієнтами тертя і їх значення визначають для відповідних матеріалів за таблицями тангенсів кута φ0, утвореного реакцією R шорсткої поверхні з нормаллю N до поверхні, так як μ = tg φ.
Кут φ0 називається кутом тертя.

## Конус тертя
Розглянемо тіло, що перебуває в стані граничної рівноваги на шорсткій поверхні. В залежності від дії заданих сил напрям граничної реакції F0 може змінюватися. Геометричне місце всіх можливих напрямків реакції F0 в граничних умовах утворює конусну поверхню — конус тертя. Приведемо усі активні сили, що діють на тіло, до однієї рівнодійної R, яка утворює кут α з нормаллю до поверхні. Така сила робить подвійну дію — її нормальна складова визначає реакцію поверхні N і, як наслідок, граничну силу тертя {\displaystyle F_{r}max=\mu \cdot N}, дотична складова сили R намагається цю силу перебороти. При збільшенні сили R будуть пропорційно зростати обидві складові. Отже, стан спокою або руху тіла не залежить від модуля сили R і визначається тільки кутом її прикладання α.
При рівновазі тіла {\displaystyle \alpha \leq \phi _{0}}, і для того, щоб тіло почало рухатися, необхідно і достатньо, щоб рівнодійна активних сил R знаходилась поза конусом тертя.